# Мисия: Ноември
Мисия: Ноември (на английски: The November Man) е американско-британска продукция, филм трилър с участието на Пиърс Броснан, Люк Брейси, Олга Куриленко и други. Премиерата в България е на 10 октомври 2014 г.
През 2008 г. агентът на ЦРУ Питър Девероу обучава млад агент, Дейвид Мейсън, който трябва да изпълни определена мисия в Монтенегро. Мейсън не се подчинява на заповедите на Девероу, застрелва убиеца, но и едно дете. Пет години по-късно двамата се срещат отново, но този път са на различни страни.